# S. Spitz
Die S. Spitz GmbH ist einer der größten österreichischen Nahrungsmittelhersteller. Das Unternehmen mit Sitz im oberösterreichischen Attnang-Puchheim produziert vor allem für den österreichischen Markt, exportiert aber auch ein Drittel seiner Produkte. Im Jahr 2017 konnte mit rund 750 Mitarbeitern ein Umsatz von mehr als 251 Millionen Euro erzielt werden.

## Geschichte
1857 gründete Salomon Spitz in Linz-Urfahr das Einzelunternehmen S. Spitz und begann mit der Produktion von Spirituosen. 1935 wurde eine weitere Produktionsstätte in Attnang-Puchheim eröffnet und das Sortiment um Fruchtsäfte und Sirupe erweitert.
1938 wurde das Unternehmen arisiert. Der Eigentümer des Unternehmens und Enkel des Gründers, Viktor Spitz floh in die Vereinigten Staaten. Während des Nationalsozialismus wurde der Betrieb herabgewirtschaftet und geplündert. In der sowjetischen Besatzungszone, in der sich Urfahr nach 1945 befand, konnte der Betrieb nur schwer wiederaufgenommen werden. 1945 wurde Walter Scherb als Geschäftsführer eingesetzt. Dieser begann nach den Kriegsjahren mit dem Wiederaufbau bei null. Als erste Produkte wurden ein Heißgetränk und andere Surrogate hergestellt, da für Spirituosen und andere Erzeugnisse die Rohstoffe fehlten.
Als Viktor Spitz 1949 aus den Vereinigten Staaten zurückreiste um den Betrieb zu verkaufen, fanden sich nur niedrige Gebote unter den Interessenten. 1952 wurde schließlich an Walter Scherb, der den Betrieb seit 1945 führte, verkauft und 1953 zur Kommanditgesellschaft umgewandelt. Ihm folgte später sein Sohn Walter als Eigentümer nach.
Spitz hatte nur mehr einen Mitarbeiter, aber Walter Scherb I. scharte rasch Leute um sich und beschaffte die notwendigen Rohstoffe. Ende der 1940er Jahre hatte Spitz bereits 50 Mitarbeiter. Spitz war vor dem Krieg österreichweit ein erfolgreiches Unternehmen, vor allem bei Spirituosen und Sirupen. Walter Scherb I. hat das Unternehmen wieder auf neue Füße gestellt und eine stabile Basis geschaffen.
Mit dem Fall der Demarkationslinien 1955 wurde der Vertrieb rasch auf ganz Österreich ausgeweitet und Spitz wurde Marktführer in den Branchen Spirituosen und Fruchtsäfte. 1970 wurde Spitz zu einer Gesellschaft mit beschränkter Haftung. In den 1970er Jahren erweiterte das Unternehmen die Produktpalette und begann mit der Produktion von Konfitüren, Senf, Mayonnaise und Ketchup. Wenige Jahre später wurde das Sortiment um Backwaren wie Kuchen, Biskotten und Waffeln erweitert.
1989/90 entstand eine eigene Brotfabrik und Spitz begann mit der Erzeugung von Brot und Süßwaren. Walter Scherb II. wurde 1992 zum Geschäftsführer ernannt. 1994 brachte Spitz mit Power Horse einen eigenen Energy-Drink auf den Markt. 1996 erwarb der Österreicher Alfred Inzinger die Vermarktungs- und Vertriebsrechte und hat bis zu einem Rechtsstreit 2004 das Getränk sehr erfolgreich vertrieben. In seiner Zeit baute er den arabischen und den U.S.-Markt auf und konnte den Drink etablieren. Er sponserte u. a. mit Power Horse das F1 Team Arrows. Er hat den Rechtsstreit verloren, seit 2004 obliegen sämtliche Rechte der eigenständigen Power Horse Energy Drinks GmbH.
2006 folgte die Gründung der PET to PET Recycling GmbH, welche eine ökologische Wiederverwertung von PET-Flaschen ermöglicht. Eine aseptische Abfüllanlage für PET-Flaschen sowie eine neue Dosenabfüllanlage wurden in Betrieb genommen.
2007 beteiligte sich Spitz mit 51 % an der Gasteiner Mineralwasser GmbH mit Sitz in Bad Gastein (Salzburg). 2019 wurden die restlichen 49 % von der Brau Union übernommen.
Seit 2008 stellt die BioWärme Spitz GmbH die Versorgung auf Basis nachwachsender Rohstoffe sicher. Mit der Inbetriebnahme der BioWärme wird der interne Energiebedarf von Spitz nachhaltig und umweltfreundlich gedeckt sowie Nahwärme für den Raum Attnang-Puchheim bereitgestellt.
2013 erwarb Spitz vom niederländischen Unternehmen Continental Bakeries die Auer-Blaschke GmbH & Co KG um die österreichischen Traditionssüßspeisen wieder in Österreich zu beheimaten und aufzubauen.
Seit 2019 gehört auch die in Werfen ansässige Manufaktur Honigmayr, die seit 1920 verschiedene Honigprodukte herstellt, zur Gruppe.

### Auer-Blaschke
Mit 1. August 2013 übernahm Spitz den Süßwarenhersteller Auer-Blaschke vom Backkonzern Continental Bakeries. Auer-Blaschke ging aus dem Zusammenschluss der 1902 gegründeten Bäckerei Blaschke und der 1920 gegründeten Auer im Jahre 1997 hervor, 1998 wurde Auer-Blaschke von Continental Bakeries übernommen und ist Hersteller der Blaschke-Kokoskuppeln, Auer-Tortenecken, Auer-Baumstämmen und Eiswaffeln mit 60 Mitarbeitern. Die Original Blaschke Kokoskuppel ist eine Kreation von Johann Blaschke aus dem Jahr 1921 und wird seitdem nach unverändertem Rezept hergestellt, Auer-Tortenecken wurden 1922 von Rudolf Auer kreiert. Die Marken Auer und Blaschke wurden auch nach der Übernahme eigenständig weitergeführt. Das Werk in Spillern wurde jedoch 2018 geschlossen und die Auer-Blaschke-Produktion an den Sitz der Mutterfirma Spitz nach Attnang-Puchheim übersiedelt: im April 2018 startete dort nach einjähriger Bauzeit die neu errichtete Spezialitäten-Konditorei.

## Standorte
Seit 1935 befindet sich – nach zuvor Linz-Urfahr – der einzige produzierende Kern-Standort des Unternehmens in Attnang-Puchheim.
Am ältesten Standort, zentral in Linz-Urfahr, Fiedlerstraße 6–10, betreibt Spitz heute neben Teilen der Verwaltung das Spitz Hotel, ausgestattet mit Design und Kunst.

## Diverses
- Der Spitzweg in Linz-Urfahr wurde 1998 nach Salomon Spitz (1828–1918) benannt.[13]
- Die S. Spitz GmbH ist auch Hauptsponsor des FC Spitz Attnang.[14]

### Personen
- Adalbert Cramer (* 1951), Abgeordneter zum Oberösterreichischen Landtag und Zweiter Landtagspräsident war von 1993 bis 1998 Abteilungsleiter der Qualitätssicherung.